# ADM-Aeolus
ADM-Aeolus, sigla de Atmospheric Dynamics Mission Aeolus, é um Satélite artificial construído pela Airbus Defence and Space e lançado ao espaço em 22 de agosto de 2018. O ADM-Aeolus  consiste no primeiro satélite capaz de medir a direção e intensidade dos ventos em diferentes níveis da atmosfera, providenciando melhoria da qualidade dos dados inseridos nos modelos de previsão de tempo e  do clima.

## Etimologia
O nome da missão tem origem do fato de que, na mitologia grega, Aeolus é o nome da divindade controladora dos ventos.

## Missão
O Aeolus tem como principal objetivo proporcionar incremento no conhecimento referente à dinâmica dos sistemas atmosféricos terrestres. Para atingir tal meta, irá registrar e monitorar parâmetros dos ventos em diferentes altitudes, capturando dados relacionados à velocidade e direção dos ventos desde a superfície do planeta até a estratosfera. Tais dados serão inseridos em modelos meteorológicos com o objetivo de refinar seus algoritmos possibilitando melhoria na qualidade dos resultados dos modelos numéricos de  previsão de tempo.   Adicionalmente, os dados da missão serão utilizados para aumentar os conhecimentos científicos em relação à ampla gama de fenômenos meteorológico-climáticos tais como propagação e dispersão da poluição atmosférica e mudanças climáticas.

### Equipamentos embarcados
Os dados relacionados aos perfis de vento são coletados pelo equipamento denominado Atmospheric LAser Doppler INstrument (ALADIN).
O ALADIN é um detector de laser ultravioleta do tipo LIDAR, composto de três principais elementos: um transmissor, medidores de espalhamento das radiações refletidas por meio de interferometria e um telescópio Cassegrain com lente de 1,5 metros de diâmetro